# Moti di Milano
A Fiorenzo Bava Beccaris olasz tábornokról elnevezett Bava Beccaris-mészárlás a Milánóban kitört széles körű élelmiszerlázadások leverése volt 1898. május 6. és 10. között. Olaszországban ezeknek a tüntetéseknek az elfojtását a Fatti di Maggio (május eseményei) vagy I moti di Milano del 1898 (az 1898-as milánói zavargások) néven ismerik. Az ottani kormányzati források szerint legalább 80 tüntető meghalt, két katona és 450 civil megsebesült. Más források mindkét adat többszörösével számolnak.
A katonaság túlreagálása Antonio Di Rudinì és kormánya 1898. júliusi bukásához vezetett, és alkotmányos válságot idézett elő, megerősítve az ellenzéki tábort. A tragikus májusi események a kormánnyal, a katonasággal és a monarchiával szembeni elégedetlenség csúcspontját jelentették.

## Háttér
1897-ben a búzatermés Olaszországban lényegesen alacsonyabb volt, mint az azt megelőző években; az 1891–95-ös átlagos 3,5 millió tonnáról abban az évben 2,4 millió tonnára esett vissza. Ráadásul az 1898-as spanyol–amerikai háború miatt drágább volt az amerikai gabona importja. A milánói tőzsdén a búza ára tonnánként 225 líráról 330 lírára nőtt 1898 áprilisában.
Az emelkedő árak mérséklése érdekében Di Rudinì kormányát felszólították az import búzára kivetett vám eltörlésére. 1898 januárjában a tarifát tonnánként 75 líráról 50 lírára csökkentették, de ezt a nép általában túl kevésnek és túl későinek tartotta. A „kenyeret és munkát” követelő utcai tüntetések Dél-Olaszországban kezdődtek, ahol már 1893–94-ben a Fasci Siciliani széles körű lázadásai voltak. Az olyan városokban, mint Bari és Nápoly, a zavargásokat még könnyebben el lehetett fojtani, míg Firenzét egy egész napon át a tüntetők tartották megszállva. A helyzet eszkalálódott, amikor a tüntetőket ideges rendőrök lelőtték, és fokozódott a zavargás.

## A zavargások

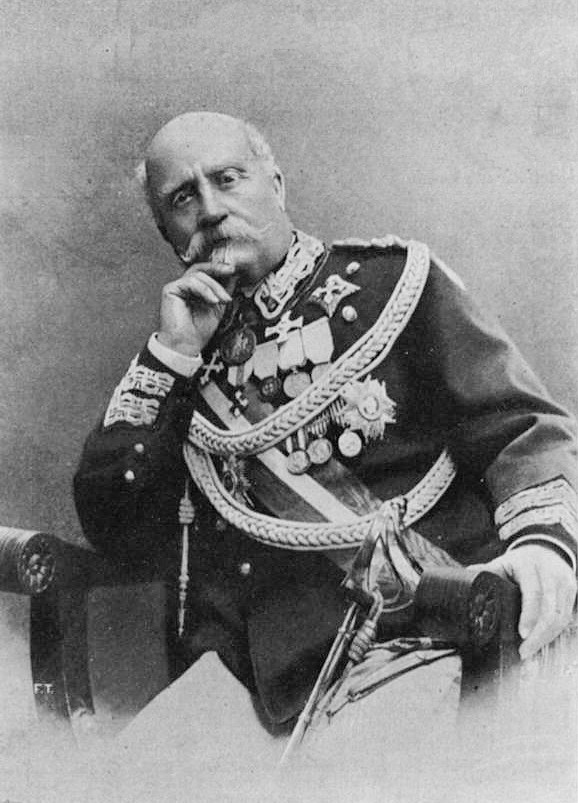
Fiorenzo Bava Beccaris tábornok

1898. május 5-én Milánóban a munkások sztrájkot szerveztek az élelmiszerárak emelkedése ellen. Az első vért aznap Paviában ontottak, amikor Giuseppe Mussi milánói képviselő fiát megölték a rendőrök, hogy megkíséreljék kordában tartani a tömeget. Másnap, május 6-án délelőtt sztrájkba léptek a Pirelli-gyár dolgozói, és szórólapokat osztogattak az előző napi eseményekről. Zavargások törtek ki, és a résztvevők közül kettőt a rendőrök agyonlőttek. Zavargások törtek ki Firenzében és Livornóban is.
Di Rudinì kormány szükségállapotot hirdetett Lombardiában és a metropoliszban. Fiorenzo Bava Beccaris tábornokot, az Olaszországot egyesítő függetlenségi háborúk veteránját Milánóba vezényelték. Gyalogságot, lovasságot és tüzérséget vitt be a városba, valamint vasúti csapatokat, mert a vasutasok is sztrájkoltak. A csapatok főként vidéki és alpesi területekről érkezett sorkatonák voltak, akiket megbízhatóbbnak tartottak a polgári zavargások idején, mint a városi körzetekből érkezőket. Tartalékkal együtt a Bava Beccarisnak 45 000 ember állott a rendelkezésére.
Május 7-én 60 000 sztrajkoló indult meg a város szélén lévő munkásnegyedekből Milánó belvárosa felé. Bava Beccaris Milánó központi terén, a Piazza del Duomón vetette be erőit, és elhatározta, hogy megállítja a sztrájkolókat, visszakényszeríti őket a perfériákra, és visszaszerzi az irányítást a központi pályaudvar felett. A csapatok heves ellenállásba ütköztek, miközben megpróbálták eltávolítani a felállított barikádokat, kövekkel és tetőcserepekkel bombázták őket a háztetőkről. A tüntetők egy része fegyvergyártó műhelyekből puskát szerzett.
Bava Beccaris tábornok megparancsolta csapatainak, hogy tüzeljenek a tüntetőkre, és bevetette a tüzérséget is. Az utcákat megtisztították. Május 9-én a tüzérség áttörte a Porta Monforte melletti kolostor falait, de bent csak egy kolduscsoportot találtak, akik azért voltak ott, hogy alamizsnát kapjanak a szerzetesektől. A kormány szerint 80 tüntető és más civil, valamint két katona halt meg, és összesen 450-en sebesültek meg. Az ellenzék 400 halottról és több mint 2000 sebesültről szólt. A The New York Times szerint 300 ember halt meg, és ezren sebesültek meg.

## Utójáték
Katonai törvényszékeket állítottak fel, amelyek közül néhány felett Bava Beccaris személyesen elnökölt, és mintegy 1500 embert ítéltek börtönbüntetésre. A hatóságok magatartását elemzők „az igazságszolgáltatás parádéjának és a jogi eljárás megcsúfolásának” tartották. Az ellenzékinek tekintett újságokat betiltották, több katolikus és szocialista szervezetet feloszlattak.
Filippo Turatit, az Olasz Szocialista Párt (PSI) egyik 1892-es alapítóját letartóztatták, a zavargások szításával vádolták, és 12 év börtönbüntetésre ítélték. Valójában ő egy röpirattal próbálta csillapítani a helyzetet, amelyben „nyugalomra és türelmre” szólította fel a tüntetőket, és azzal érvelt, hogy „az utcai harcok napjai elmúltak”. Egy évvel később, 1899-ben  kiszabadult, miután az egész országban megindult az elégedetlenség. A tapasztalatok meggyőzték arról, hogy a parlamenti út a követendő, és lemondott az erőszakos fellépésről.

## Utóhatások

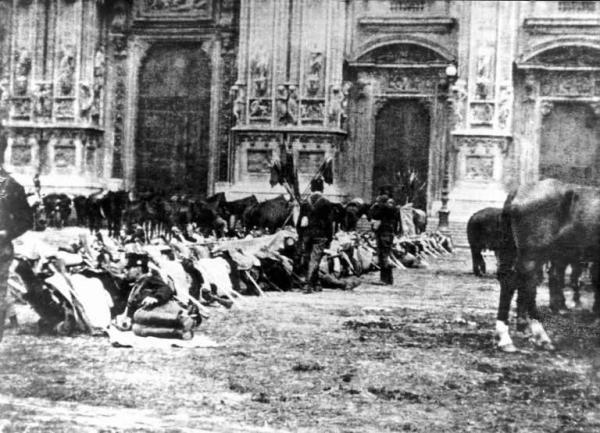
A milánói főtérre 1898-ban a tüntetők ellen kivezényelt csapatok

I. Umbertó olasz király méltatta Bava Beccaris tábornok „érdemeit”, és egy hónappal később a Savoyai Lovagrend Nagykeresztjével (Grande Ufficiale dell'Ordine Militare di Savoia) tüntette ki, „hogy jutalmazza azt a nagyszerű szolgálatot, amelyet intézményeinknek és a civilizációnak tett, és hogy tanúsítsa szeretetét, valamint maga és az ország háláját." 1900. július 29-én a királyt Monzában meggyilkolta az anarchista Gaetano Bresci, aki azt állította, hogy közvetlenül az Amerikai Egyesült Államokból érkezett, hogy bosszút álljon az elnyomásért és Bava Beccaris kitüntetéséért.
A katonaság túlzott reakciója Di Rudini és kormánya 1898 májusában bekövetkezett bukásához vezetett, és alkotmányos válságot idézett elő, megerősítve az ellenzéket. A mészárlás a kormánnyal, a katonasággal és a monarchiával szembeni elégedetlenség csúcsát jelentette.
Az új miniszterelnök, Luigi Pelloux, aki 1898 májusában hadiállapot nélkül állította helyre a közrendet Bariban, új közbiztonsági törvényt terjesztett elő a rendőrségi törvények reformja érdekében, amelyet a Rudinì-kabinettől vett át. A törvény illegálissá tette az állami alkalmazottak sztrájkját; szélesebb körű felhatalmazást adott a végrehajtó hatalomnak a nyilvános gyűlések betiltására és a felforgató szervezetek feloszlatására; újjáélesztette a politikai bűncselekmények miatti kitiltással és megelőző letartóztatással járó büntetéseket; és szigorította a sajtó ellenőrzését azáltal, hogy a szerzőket tette felelőssé cikkeikért, és bűncselekménynek nyilvánította az erőszakra való felbujtást.
Az új kényszertörvényt hevesen támadta a szocialista párt, amelynek a bal- és szélsőbaloldali szárnnyal sikerült rákényszerítenie Pelloux tábornokot a kamara feloszlatására 1900 májusában, miután királyi rendelettel kihirdette az új törvényt, amelyet konzervatív választókerületének tagjai is alkotmányellenesnek minősítettek, és Pelloux-nak le kellett mondania a júniusi általános választások után le is kellett mondania.

## Ábrázolásai a művészetben
Quinto Cenni művész 34 darabból álló festménysorozatot készített, amelyek a városban zajló zavargások és azok elfojtására tett intézkedések különböző jeleneteit mutatják be. Ezek általában az események kormányzati változatát részesítették előnyben, és azt mutatták be, hogy a katonák a provokáció alatt visszafogottan viselkednek, és az átlagpolgárok szívesen fogadják őket.

## Fordítás
- Ez a szócikk részben vagy egészben  a   Bava Beccaris massacre című angol Wikipédia-szócikk ezen változatának fordításán alapul.  Az eredeti cikk szerkesztőit annak laptörténete sorolja fel. Ez a jelzés csupán a megfogalmazás eredetét és a szerzői jogokat jelzi, nem szolgál a cikkben szereplő információk forrásmegjelöléseként.

## További irodalom
- Clark, Martin (1984/2014). Modern Olaszország, 1871-től napjainkig, New York: Routledge,ISBN 978-1-4058-2352-4
- Sarti, Roland (2004). Olaszország: Útmutató a reneszánsztól a jelenig, New York: Facts on File Inc.,ISBN 0-81607-474-7
- Seton-Watson, Christopher (1967). Olaszország a liberalizmustól a fasizmusig, 1870–1925, New York: Taylor és Francis,ISBN 0-416-18940-7
- Stephenson, Charles (2014). Egy doboz homok: Az olasz-oszmán háború 1911–1912, Tycehurst: Kopott zászló,ISBN 978-0-9576892-2-0

- (olaszul) I moti del pane - maggio 1898